# 大奥(秘)物語
『大奥㊙物語』（おおおくまるひものがたり）は、1967年の日本映画。東映製作。主演・佐久間良子、藤純子、岸田今日子。監督・中島貞夫。R-18（成人映画）指定作品。

## 概要
江戸城大奥を舞台に、女たちの戦いを3部構成で描く。
「大奥」とタイトルに冠された最初の映像作品であり、オムニバス形式で主演級を女優で固めた点や、ナレーターが大奥を説明しながら話が展開するスタイルが、今日続く大奥もの（大奥に関する作品の一覧）や「女性時代劇」の実質的元祖となった作品である。大奥という閉鎖された世界のドロドロとした人間ドラマは、男性上位の時代劇史の中でも特筆すべき女性路線の企画であった。1967年度の日本映画配給収入でベストテン10位の大ヒットを記録、東映としても久しぶりの時代劇の大ヒットとなった。本作はふんだんにエロチシズムを取り入れた作品であるが、翌1968年に本作をベースにエロ要素を薄め、硬い内容にして制作されたテレビドラマ『大奥』（関西テレビ）も大ヒットした。以降、テレビドラマや演劇では"硬い大奥もの"が、映画やAVなどでは"エロい大奥もの"が多数制作された。『大奥㊙物語』は、二つの源流になった作品である。

## あらすじ
第1部
- 時は、六代将軍・徳川家宣の時代。家宣側室・おこんとおすめの対立が激しい中、おこんの元に、大名の娘・おふさとその女中おみのがやって来る。しかしそんな中、家宣は、おふさではなくおみのを夜伽に相手に指名してしまう。

第2部
- 将軍と夜伽の相手を監視する添い寝役を仰せつかった御年寄・浦尾の部屋子・篠の井。現場を見せつけられた篠の井は、欲求不満で頭がパンパンになってしまう。そんな中、浦尾と篠の井は、同性愛の関係になってしまう。

第3部
- 3年の奉公を終えようとする上臈御年寄・飛鳥井の部屋子・おちせ。おちせは大奥を辞めた後、恋人・長吉と結婚するのが夢。だが、家宣はおちせを夜伽の相手に指名してしまう。一生大奥から出られないことが分かったおちせの元に、飛鳥井がある作戦を持ってくる。

## 出演
- おちせ（飛鳥井付部屋子）：佐久間良子（第3部）
- おみの（おふさ付部屋子→家宣側室）：藤純子）（第1部）
- 浦尾（御年寄）：岸田今日子（第2部）　※第1部でカメオ出演
- 飛鳥井（上臈御年寄）：岩崎加根子（第1、3部）
- おすめ（家宣側室、二のお部屋様）：久保菜穂子（第1部）
- おこん（家宣側室、一のお部屋様）：宮園純子（第1部）
- たみ（長吉の姉）：坂本スミ子（第3部）
- 篠の井（浦尾付部屋子→家宣側室）：小川知子（第2部）
- 斎の局（中臈）：三島ゆり子（第1部）
- おふさ（おこん付部屋方）：萩玲子（第1部）
- 玉岡（筆頭御年寄（第1部）→隠居（第2、3部））：中村芳子（第1、2、3部）
- 御広敷役人：有川正治（第1部）
- 御典医：村居京之輔（第2部）
- 伊賀者二：西田良（第3部）
- 伊賀者一：結城哲也（第3部）
- 男：小山田良樹（第1部）
- 部屋子二：崎山陽要（第2部）
- 部屋子一：波千鶴（第2部）
- タモン：小島恵子（第3部）
- 仲居：岡田千代（第2部）
- おゆき（表使）：三浦徳子（第1部）
- おまき（お添寝中臈）：沢淑子（第1部）
- 磯川（御年寄）：国友和歌子（第1、2、3部）
- 女中一：服部三千代（第3部）
- 部屋子：司みのり（第3部）
- 林昌子
- 兼秀子
- 女中二：北口千春（第3部）
- 御次：千葉淑子（第3部）
- 稲村理恵
- 御火の番：林三恵（第1部）
- 茶屋の女：丸平峰子（第3部）
- 老婆：金森あさの（第1部）
- 都賀静子
- 煕子（御台所）：星野美恵子（第1部）
- 御伽坊主：日高綾子（第2部）
- 徳川家宣（六代将軍）：高橋昌也（第1、2、3部）
- 長吉（おちせの恋人）：村井国夫（第3部）
- ナレーター：渡辺美佐子
- 松島（御客会釈（第1部）→筆頭御年寄（第2、3部））：山田五十鈴（東宝）（第1、2、3部）

## スタッフ
- 脚本：金子武郎、掛札昌裕（第1部）、国弘威雄（第2部）、佐治乾（第3部）[5]
- 企画：岡田茂、翁長孝雄、松平乗道
- 監督：中島貞夫

## キャッチコピー
- 髪がくずれます　裾がみだれます　帯がほどけます…上様その手を離して下さいませ
- 男一人に女三千人　とてもとても口では言えない　愛欲と欲望うずまく大奥　おんな物語

## 製作
当時の東映常務兼京都撮影所所長・岡田茂プロデューサー（のち、同社社長）が任侠路線と平行して、「男の世界を覗き見る」のが任侠映画なら「女の世界を覗き見る」のは何かという発想から、大胆な"エロティシズム＝性愛路線"を打ち出し「京都撮影所（以下、京撮）の時代劇の衣装を使ってピンク映画を撮る」「男子禁制の大奥の世界を覗き見る」というコンセプトから企画されたのが本作となる。岡田はこれ以前にも東映東京撮影所所長時代の1963年に佐久間良子主演で『五番町夕霧楼』1964年に小川真由美・緑魔子主演で『二匹の牝犬』（渡辺祐介監督）を、京撮に戻った同年に中島貞夫に『くノ一忍法』、1966年には"文芸エロ路線"と称し『四畳半物語 娼婦しの』（成澤昌茂監督）といったエロティシズム要素を含んだ映画を撮らせており、既にその萌芽が見られていた。この時期の東映は任侠映画以外は全く当たらなかったが、本作が大ヒットしたことで岡田はメジャー会社初の「エロ映画」量産に舵を切った。

### タイトル
現在もよく使われる㊙も岡田の発想で、本作のタイトルで初めて使用された。元タイトルは『大奥物語』であったが、岡田はこのタイトルでは記録映画や歴史文芸作品のように思われてしまい、地味でヒットしないと考えた。「男子禁制の大奥の世界を覗き見る」という隠微さが必要だと考え、「大奥」と「物語」の間に㊙という文字を入れることを思いつく。この㊙のおかげでエロティックな雰囲気を漂わすことができた。監督の中島はこの発想に衝撃を受けたという。しかし佐久間良子はそれが東映を退社する切っ掛けになったと明かしている。マスコミは㊙から来る卑猥な映画と風評を流したため、続編の際の配役に苦労したという。岡田は本作の成功を切っ掛けに「好色路線」を本格化させ、別種の任侠映画と二本立てにすることで両者の魅力が際立ち興行的にも成功した。若い頃から既に大川博東映社長（当時）から絶対的信頼を得て辣腕を振るい、ゼネラルマネージャーとして東映の多くの映画製作を担ってきた岡田であるが、1968年5月に常務取締役企画製作本部長、同年秋に製作から営業までを一貫して統括する営業本部を新編成し、その長となるとエロ路線がさらに本格化した。1969年には映画本部長兼テレビ本部長となり、東映の全作品を完全掌握、本作に端を発す「好色路線」はさらにエスカレートしていく。

### キャスティング
出演は、ヒロインの第1部に藤純子、第2部に岸田今日子、第3部に佐久間良子。将軍役に、高橋昌也。大奥を取り仕切る御年寄に、東宝・山田五十鈴。その他岩崎加根子、坂本スミ子を始めとする東映の女優が大集結した。物語の中で重要な役割を担うナレーターは、渡辺美佐子が務める。有名な岸田今日子のナレーターは1968年の『大奥』からである。脚本は第1部が金子武郎、掛札昌裕、第2部が国弘威雄、第3部が佐治乾。監督・中島貞夫は前作『あゝ同期の桜』のラストシーンの編集問題で大川博社長（当時）の逆鱗に触れ、クビになる寸前、岡田から「もう一本撮らしたるわ」と監督に抜擢された。映画の大ヒットでクビの話は立ち消えになったという。その他のキャスティングも全て岡田によるもの。本作は藤純子、小川知子、佐久間良子の3人を並べて主演にしたオムニバス映画だが、当時の藤と小川は新人扱い。小川は本作で同性愛の女中を演じ、先輩女優・岸田今日子とヌメヌメのレズ、折檻シーンなど体当たり演技で、エランドール賞新人賞を受賞した。この演技により中島貞夫に惚れられ、佐久間が下品な芝居をさせられて中島と絶交したため「マル㊙シリーズ」第二弾『続大奥㊙物語』（1967年）の単独主演に大抜擢された。しかし岡田に「まだ裸が足りん!」と怒られ、これ以上はムリと東映を離れてフェロモン歌手としてデビュー、その後、大スターとなった。藤は本作での艶技に合格点を出され、「マル㊙シリーズ」第三弾『尼寺㊙物語』（1968年）で初主演を果たした。しかし同作品は思わぬ不入りで、「藤純子ではダメか..」と撮影所にはそういう空気が充満していた矢先に、やはり岡田に東映初の女性任侠映画『緋牡丹博徒』の主演に抜擢された。小川が東映を退社していなければ『緋牡丹博徒』は小川だったかもしれない。

### 脚本
岡田は最初、監督・今井正と脚本は大御所の八木保太郎で企画していた。岡田は東映の屋台骨の任侠路線と並行して、新しい芽となるエロチシズム路線を打ち出す狙いを持ち、「＜未知の世界＞＜女の世界＞を覗き見」という発想から、将軍以外の立ち入りを許されない男子禁制の女の園、将軍のおたねを宿すことが最上であるとする女たちの権謀術数の世界、皆が知らない大奥の秘密の部分を見せ場に考えていた。ところが、今井と八木はテレビでよくある歴史物語に仕上げようとし、岡田の構想とはまるで違った作品をイメージしていた。八木に全面的に直して下さいとお願いしたが言うことを聞かないので頭にきてこの二人を降ろし、一度企画を中止させ、半年後に本作のメンバーで再開させた。脚本はチームを作り出来を競わせ、中島貞夫を監督に起用、岡田の懐刀・翁長孝雄に製作させ、後の「東映エログロ路線」を決定づけた。キャスティングのほか、オムニバス形式の構想も岡田が出し、脚本にもかなり指示を出した。「宮中秘話」も着想したが取りやめた。

### 撮影
衣装
岡田の発想は「時代劇の衣装を使ってポルノを撮る」であったが、時代劇制作の本尊・東映と言えど、それまでまともな女性時代劇は作られたことはなく、女性物の衣装や道具類は当時京撮にも多くはなかった。このため質量ともに改めて調達、作品は一種のコスチュームプレイ的な意味合いを持ち、費用は衣装費だけで3000万円かかったという。大奥を藤純子以下、女優たちがぞろぞろ歩くシーンがあるが、全員打掛はほぼ初めてで、持ち方から、歩き方から全くできない。時代劇のベテラン・山田五十鈴がムンムンするセットの中で半日かけて出演女優の歩き方の特訓をした。
美術
当時は大奥の造りや作法、衣装など細部が書かれた史料が極めて少なく、中島は京都の門跡の尼寺に見当をつけた。大奥には御所からの嫁入りがあり、そのときは女官がついてくるので、御所の習慣や作法が大奥に多くの影響を与えていて、その点では、皇族出の門跡をいただく尼寺も同じに違いないと予想した。相手は尼寺で映画の、それも「大奥もの」の参考にしたいというのでは、断られることは目に見えていたので、取材目的は美術研究で通した。中島は学生時代、美学美術史専攻だったことが役に立った。色々な情報を集めることが出来たが、大奥の女性たちが着る打掛については、結局分からず、当て推量で決めた。以来、「大奥もの」は、本作が衣装や小道具のモデルになったといわれる。後年、中島がテレビの「大奥もの」を撮ったとき、衣装を少し変えようとしたら、衣装部から怒られたという。

### 映倫からのクレーム
本作は愛欲描写で映倫からNGが続出した。第一話の将軍・徳川家宣（高橋昌也）がおみの（藤純子）に満足した回数を問い質すくだりは、脚本内審の際に映倫から改訂を要請された。第二話で浦尾（岸田今日子）と篠の井（小川知子）の大胆な同性愛シーンは映倫から数々の注意・改訂要請が出され、その一部が完成映画審査で切除された。東映は映画公開前に、こうした裸体、性愛場面を通常の写真ではなく台詞や説明分付きの"浮世絵"スチールにしてマスコミ関係にばらまいた。どぎつい裸体・性愛場面のスチール写真に食傷気味だった関係者にこの初の浮世絵作戦は好評を博した。

## 「大奥もの」と女性時代劇
時代劇の一部で登場するのではなく、大奥を主舞台として、かつ女優が主演した最初の映画としては、1955年の淡島千景主演、大庭秀雄監督の松竹『絵島生島』や、1959年新珠三千代主演、安田公義監督の大映『千代田城炎上』が挙げられる。1950年代から1960年代までの時代劇は男性中心のチャンバラものが圧倒的に主流で、大奥はチャンバラより格の低い、お女中が化け猫になって出てくるような怪談映画の舞台になることが多かった。またこの時代は女優が主役の時代劇はそうした怪談映画か、歌謡スターの映画が多く、本格的に女優を主役とした時代劇は作られなかった。テレビドラマではこの『大奥㊙物語』と同じ1967年1月から4月まで放送された佐久間良子主演のNET『徳川の夫人たち』が元祖ともいわれるが、これも岡田が作らせた東映の製作で、テレビ局も「撮影所がえらいことを始めた」とびっくりしていたという。タイトルに「大奥」と名前が冠されたのはこの『大奥㊙物語』と、これをテレビドラマ化した1968年の関西テレビ/フジテレビ『大奥』がいずれも最初で、また前述の「大奥もの」は、主演は女優でも有名男優も主役級で出演しているが、『大奥㊙物語』と、テレビドラマ『大奥』は、豪華女優陣の競演が話題になったように、主演級が全員女優という点で「女性時代劇」の元祖といえ、今に通じる『大奥』の世界観を作ったといわれる。また映画とテレビが連動したのも、これが最初といわれる。映画をベースに製作されたテレビドラマ『大奥』が最高視聴率30%を突破する人気シリーズとなり、視聴者の大きな共感を得たことで「女性路線時代劇」ブームを巻き起こし「大奥もの」は時代劇の主流ジャンルとなっていった。本作は今日続く大奥物（大奥に関する作品の一覧）、「女性時代劇」の実質的元祖といえる。

## 後続作品への影響

### テレビドラマ『大奥』
京撮の大リストラのため人員をテレビや東映動画（東映アニメーション）、劇場などの関連会社に移動させていた岡田は、同作を関西テレビに売り込み、エロ部分を薄め、大奥での女たちの激しい権力争いを中心とした歴史絵巻に変更。本作のテレビ化作品として、連続時代劇テレビドラマ『大奥』が翌1968年、関西テレビと東映との製作によりフジテレビ系列で放送された。テレビドラマ『大奥』は映画版のセットや衣装使い回したものであったが、奥様族の人気を集めて大ヒットした。しかしそのエッセンスは全て映画『大奥㊙物語』に凝縮されていた。以降映画・テレビ・舞台に大奥ブームが起こり、現在も連綿と続く。この後も東映は、1983年放送の関西テレビ製作版、2003年-2005年放送のフジテレビ製作版、2006年公開の映画版、2007年初演の舞台劇版も手掛け、大奥物製作をリードする。岡田は大奥物（大奥に関する作品の一覧）の実質的な生みの親でもある。

### 東映ポルノの展開
本作はレズシーンなどエロ要素もあるが、女性の裸があるわけではない。東映専属女優で脱ぐのは三島ゆり子ぐらいしかいなかったためで、岡田はこの後も『続大奥㊙物語』や『尼寺㊙物語』といった「マル秘シリーズ」を自らの発案で仕掛けていくがどちらも不入りに終わる。「中途半端なことしてたからアカンのや」と、敗因は裸が少ないからと分析し、回りの反対を押し切り、岡田の右腕・天尾完次プロデューサーに「ピンク映画の女優を大量に引き抜いて来い」と指示し、メジャー映画会社として初めて、東映専属ではないピンク女優を大量投入して、石井輝男に撮らせたのが1968年の『徳川女系図』であった。当時は大蔵映画、国映などの独立プロがこうしたエロ映画を製作していて大手五社が手を染めることは大きな抵抗感があったが、岡田は易々と一線を越えピンク路線に舵をきった。石井は当時『網走番外地シリーズ』を手掛けていたが、もう飽き飽きしていて、「何か別の事をやらせてください」と岡田の要請に応えた。　
『徳川女系図』は3000万円の製作費でたちまち一億円以上稼ぎ、石井はその後もヌード、セックスだけでなく、拷問、処刑等、グロテスクな描写を取り入れ「異常性愛路線」としてエログロをエスカレートさせた。"岡田チルドレン"鈴木則文、内藤誠、関本郁夫、牧口雄二らもその流れに加わり、東映は多くのピンク映画を量産していく。東映ポルノはたくさんのジャンルのエロ映画を量産したが、「エロ大奥」も1969年『残酷・異常・虐待物語 元禄女系図』（石井輝男監督）、1972年『徳川セックス禁止令　色情大名』、『エロ将軍と二十一人の愛妾』（鈴木則文監督）など、エロがパワーアップし興行的にも成功し、1977年、関本郁夫監督の『大奥浮世風呂』まで製作が続いた。一方、テレビドラマ版『大奥』が硬い内容で女性に受けたため、これと同じ1968年に岡田は『大奥絵巻』という、出演者は大体同じメンバーで硬い内容の「大奥もの」を映画で一本制作している。しかし興行的には今ひとつで、硬い内容の「大奥もの」映画はこの後は製作しなかったが、テレビドラマでは『大奥』の後、『大坂城の女』（1970年）、『徳川おんな絵巻』（1970年）と連作され、これらは「大奥シリーズ3部作」と呼ばれた。
　

### 他社への波及
大手映画会社である東映が成人映画に参入したことで、大映、松竹、日活も追随した。『徳川女系図』の大ヒットの後、日活がまずお色気時代劇『女浮世風呂』（井田探監督）を制作し大ヒット、続けて『秘帳　女浮世草紙』（井田探監督）を制作。大映は1968年の『秘録おんな牢』（井上昭監督）から始まる残酷エロチシズムを売り物にした「おんな牢もの」を連作した。また当時の洋画ポルノ攻勢の影響も相まって、大映『ある女子高校医の記録 妊娠』（1968年、弓削太郎監督）、大映『浮世絵残酷物語』（1968年、武智鉄二監督）などのエロ映画が量産され、日本映画界にセックス旋風が吹き荒れた。特に日活は一般映画の製作を中止し1971年11月から、ポルノ映画の制作のみとし「日活ロマンポルノ」を開始した。最初の作品は『団地妻 昼下りの情事』と、『色暦大奥秘話』で、「日活ロマンポルノ」は"大奥もの"と"団地妻もの"の両方をシリーズ化している。この「日活ロマンポルノ」の"大奥もの"は東映の「大奥㊙シリーズ」第二弾『続・大奥㊙物語』の、江戸城の豪華なセットがいらないお手軽な撮影法をヒントにしたといわれる。「日活ロマンポルノ」も『㊙女子大生 SEXアルバイト』『女高生100人㊙モーテル白書』『㊙海女レポート 淫絶』『㊙OL大奥物語』など、「日活ロマンポルノ」は最多の32作品のタイトルに㊙を付けた。大奥物はその後もエロ路線の定番企画になった。大奥物（大奥に関する作品の一覧）は、映画、テレビや舞台で作られる"女性同士のバトルもの"と、"エロもの"の二つに分かれたといえる。岡田が関与した女性時代劇は大奥物だけではない。前述した1964年に中島貞夫に『くノ一忍法』を撮らせているが、これは山田風太郎の"エロ忍者もの"の最初の映像化で、くノ一（女忍者）を主役とした最初期のものである。くノ一とタイトルに冠された映像作品はこれが最初。くノ一が登場する最初の映像作品は、同じ東映の1963年加藤泰監督『真田風雲録』での渡辺美佐子演じる"むささびの霧"といわれるが、これは主演・中村錦之助のほか、真田十勇士の一人として登場するため主役ではない。『くノ一忍法』は主役も女優である。女忍者を主人公にした劇映画やテレビドラマはこの後、単発的に作られているが、1990年代以降にはオリジナルビデオとして多数製作された。またアダルトビデオ（DVD・BD）でもよく使われるコンテンツである。